# Vodník Čepeček
Vodník Čepeček je československý dětský animovaný televizní seriál z roku 1985 vysílaný v rámci Večerníčku. Autorem knižní předlohy byl spisovatel Václav Čtvrtek. Režijně natáčení seriálu vedl Stanislav Látal. Pohádky namluvili Václav Postránecký a Hana Maciuchová. Bylo natočeno 7 epizod po 8 minutách.

## Synopse
Seriál o jednom hodném, spravedlivém a dobrosrdečném vodníkovi, který se vždy řádně staral o svůj rybník, tak současně i o jeho obyvatele.

## Seznam dílů
1. Svatba
2. Věnec pro hraběnku
3. Vodníkovy perly
4. Vodníkovy housličky
5. Střevíčky
6. Lék pro mlynářku
7. Hejkalova pomoc